# Panayiótis Magdanís
Panayótis Magdanís (grec moderne : Παναγιώτης Μαγδανής), né le 29 novembre 1990 à Myrina, est un rameur grec.

## Palmarès

### Jeux olympiques d'été
- 2012 à Londres,  Royaume-Uni
  - 8e en deux de couple poids légers

### Championnats du monde
- 2012 à Plovdiv,  Bulgarie
  -  Médaille d'argent en quatre de couple poids légers
- 2013 à Chungju,  Corée du Sud
  -  Médaille d'or en quatre de couple poids légers
- 2014 à Amsterdam,  Pays-Bas
  -  Médaille d'or en quatre de couple poids légers
- 2016 à Rotterdam,  Pays-Bas
  -  Médaille de bronze en quatre de couple poids légers
- 2017 à Sarasota,  États-Unis
  -  Médaille de bronze en quatre de couple poids légers

### Championnats d'Europe
- 2011 à Plovdiv,  Bulgarie
  -  Médaille d'argent en deux de couple poids légers
- 2012 à Varèse,  Italie
  -  Médaille d'or en deux de couple poids légers

### Jeux méditerranéens
- 2013 à Mersin,  Turquie
  -  Médaille de bronze en skiff poids légers